# Возиян, Леонтий Андреевич
Леонтий Андреевич Возиян (15.07.1914 — 1982) — участник Великой Отечественной войны, звеньевой колхоза «Интенсивник» Слободзейского района Молдавской ССР, Герой Социалистического Труда (09.03.1949).

## Биография
Родился в селе Глиное Тираспольского уезда Херсонской губернии, ныне Слободзейский район непризнанной Приднестровской Молдавской Республики.
Участник Великой Отечественной войны, сержант 1-го стр. батальона 200-го запасного стрелкового полка 47-й запасной стрелковой бригады (на портале Память народа указан как Возьян Леонтий Андр.). Демобилизовался не ранее 1946 года.
Вернувшись после демобилизации в родное село, активно включился в работу по восстановлению колхоза «Интенсивник» а после его ликвидации в 1953 году — в укрупнённом колхозе им. Булганина, который с 1958 года назывался «Заря коммунизма».
Возглавил полеводческое звено (главный агроном Гузун, Кондрат Алексеевич). В 1948 году его коллектив трудился систематически, упорно и самоотверженно, аккуратно выполняя весь комплекс агротехнических мероприятий. В начале зимы по всему участку были разбросаны ветки для задержания снега. Зимой и весной возили на поля местные удобрения. Когда посевы пошли в рост, они были подкормлены суперфосфатом, а также дважды накрест проборонованы, летом содержались в образцовой чистоте.
В результате звено получило урожай пшеницы по 30,5 центнера с гектара на площади 40 гектаров, что являлось большим достижением.
Указом Президиума Верховного Совета СССР от 9 марта 1949 года за получение высоких урожаев пшеницы и табака при выполнении колхозами обязательных поставок и контрактации по всем видам сельскохозяйственной продукции, натуроплаты за работу МТС в 1948 году и обеспеченности семенами всех культур в размере полной потребности для весеннего сева 1949 года Возияну Леонтию Андреевичу присвоено звание Героя Социалистического Труда с вручением ордена Ленина и золотой медали «Серп и Молот».
Стал одним из первых восьми Героев Социалистического Труда в Молдавии. Этим же Указом высокое звание получили еще 7 передовиков сельскохозяйственного производства: М. Л. Бостан (Иордан), В. П. Дорул, М. П. Каймакан, П. К. Лупашко, М. И. Малай, А. И. Мицул и А. П. Нигрецкая. Они стали первыми Героями Социалистического Труда в Молдавской ССР.
Член КПСС с 1953 года. Делегат VI съезда Компартии Молдавии (1956).
С 1958 года Леонтий Возиян возглавлял механизированное звено.
Вышел на пенсию в 1974 году. Жил в селе Гатное Слободзейского района.
Умер в 1982 году.

## Награды
- Золотая медаль «Серп и Молот»(09.03.1949)
- Орден Ленина (09.03.1949)
- Медаль «В ознаменование 100-летия со дня рождения Владимира Ильича Ленина» (6 апреля 1970)
- Медаль «За трудовое отличие»
- Медаль «Ветеран труда»
- медалями ВДНХ СССР:

## Память
- На могиле установлен надгробный памятник